# Frontier (суперкомпьютер)
Frontier, или OLCF-5 — первый в мире эксафлопсный суперкомпьютер, размещён в Ок-Риджской национальной лаборатории, США, запущен в 2022 году. Это преемник суперкомпьютера  Summit (OLCF-4). В июне 2022 года стал самым быстрым суперкомпьютером в мире в рейтинге Top500. Frontier имеет заявленную производительность в 1,206.00 эксафлопса, а пиковую — 1,714.81 эксафлопса при среднем энергопотреблении порядка 22,8 МВт.
Он использует комбинацию процессоров AMD Epyc 64C с тактовой частотой 2 ГГц, оптимизированных для задач искусственного интеллекта и высокопроизводительных вычислений и графических процессоров AMD Instinct MI250X, имеет 8,7 млн вычислительных ядер. Суперкомпьютер занимает 100 48-см (19 дюймов) стеллажей.
Стоимость создания суперкомпьютера составила 600 млн долларов США. Frontier достиг первого места в рейтинге Green500, как самый энергоэффективный суперкомпьютер с показателем 62,68 гигафлопса/Ватт. Frontier потребляет 22,8 МВт (по сравнению с 10,1 МВт его предшественником Summit).
Для программирования приложений на суперкомпьютерах эксафлопсного уровня (с сотнями тысяч потоков управления, использующих миллионы вычислительных ядер, {\displaystyle 10^{18}} операций с плавающей запятой в секунду) создан язык программирования Х10. Язык объектно-ориентированный, со статической типизацией, с поддержкой на уровне языка параллелизма на основе задач, привязки вычислительных задач (activities) к вычислительным ядрам (places), барьерной синхронизации задач (clocks), поддержкой параллельных циклов, с поддержкой распределенных по вычислительным узлам многомерных массивов и структурных типов, асинхронного разделенного глобального адресного пространства (программист обращается к элементам распределенного в оперативной памяти различных вычислительных узлов массива так, как будто массив размещен в оперативной памяти единого компьютера, компилятор сам организует сериализацию, десериализацию и передачу данных между вычислительными узлами, обеспечивает атомарность операций обращения к данным). Код на X10 может компилироваться в код на Java (режим Managed X10) или C++ (режим Native X10), что позволяет как создавать приложения для суперкомпьютеров, так и использовать язык программирования X10 при желании вне области высокопроизводительных вычислений для разработки многопоточных приложений для персональных компьютеров.